# Тевере (Терамо)
Тевере (итал. Tevere) је насеље у Италији у округу Терамо, региону Абруцо.
Према процени из 2011. у насељу је живело 21 становника. Насеље се налази на надморској висини од 912 м.